# Den Haag Raiders '99 2018
Questa voce raccoglie le informazioni riguardanti i Den Haag Raiders '99 nelle competizioni ufficiali della stagione 2018.

## Eerste Divisie 2018

### Stagione regolare
| L'Aia 18 febbraio 2018, ore 14:00 1ª giornata | Flevo Phantoms | 6 – 33 referto | Den Haag Raiders '99 |  |

| L'Aia 11 marzo 2018, ore 14:00 4ª giornata | Den Haag Raiders '99 | 21 – 14 (0-0 7-6 7-0 7-8) referto | Nijmegen Pirates |  |

| L'Aia 18 marzo 2018, ore 14:00 5ª giornata | Tilburg Wolves | 0 – 19 (0-7 0-12 0-0 0-0) referto | Den Haag Raiders '99 |  |

| L'Aia 25 marzo 2018, ore 14:00 6ª giornata | Den Haag Raiders '99 | 35 – 6 (6-6 14-0 15-0 0-0) referto | Maastricht Wildcats |  |

| Alphen aan den Rijn 15 aprile 2018, ore 14:00 8ª giornata | Alphen Eagles | 12 – 33 (0-6 0-7 12-12 0-8) referto | Den Haag Raiders '99 |  |

| Almere 22 aprile 2018, ore 15:00 9ª giornata | Den Haag Raiders '99 | 20 – 7 (7-0 0-0 7-0 6-7) referto | Flevo Phantoms |  |

| Nimega 13 maggio 2018 12ª giornata | Nijmegen Pirates | 0 – 20 referto | Den Haag Raiders '99 |  |

| L'Aia 27 maggio 2018 14ª giornata | Den Haag Raiders '99 | 20 – 0 (a tavolino) referto | Tilburg Wolves |  |

| Maastricht 10 giugno 2018, ore 14:00 16ª giornata | Maastricht Wildcats | 0 – 20 (a tavolino) referto | Den Haag Raiders '99 |  |

| L'Aia 17 giugno 2018, ore 14:00 17ª giornata | Den Haag Raiders '99 | 20 – 0 (a tavolino) referto | Alphen Eagles |  |

### Playoff
| 24 giugno 2018 Semifinale | Den Haag Raiders '99 | 27 – 14 | Groningen Giants |  |

| Amsterdam 7 luglio 2018, ore 14:00 Runners-Up Bowl | Amsterdam Crusaders II | 17 – 14 (14-0 0-7 0-0 3-7) | Den Haag Raiders '99 | Sportpark Sloten (500 spett.) |

## Statistiche di squadra
| Competizione            | %Vittorie | In casa | In casa | In casa | In casa | In casa | In casa | In trasferta | In trasferta | In trasferta | In trasferta | In trasferta | In trasferta | Totale | Totale | Totale | Totale | Totale | Totale |
| Competizione            | %Vittorie | G       | V       | N       | P       | Pf      | Ps      | G            | V            | N            | P            | Pf           | Ps           | G      | V      | N      | P      | Pf     | Ps     |
| ----------------------- | --------- | ------- | ------- | ------- | ------- | ------- | ------- | ------------ | ------------ | ------------ | ------------ | ------------ | ------------ | ------ | ------ | ------ | ------ | ------ | ------ |
| EeD - Stagione regolare | 1.000     | 5       | 5       | 0       | 0       | 116     | 27      | 5            | 5            | 0            | 0            | 125          | 18           | 10     | 10     | 0      | 0      | 241    | 45     |
| EeD - Playoff           | .500      | 1       | 1       | 0       | 0       | 27      | 14      | 1            | 0            | 0            | 1            | 14           | 17           | 2      | 1      | 0      | 1      | 41     | 31     |
| Totale                  | .917      | 6       | 6       | 0       | 0       | 143     | 41      | 6            | 5            | 0            | 1            | 139          | 35           | 12     | 11     | 0      | 1      | 282    | 76     |